# Zoológico de Wellington
El Zoológico de Wellington (en inglés: Wellington Zoo) se encuentra en el cinturón verde de Wellington, en Nueva Zelanda. Tiene más de 100 años de edad, lo que lo convierte en el primer zoológico del país y se extiende por una superficie de 13 hectáreas (32 acres) dedicadas a más de 100 diferentes especies de fauna de todo el mundo. El zoológico de Wellington es un contribuyente importante a los esfuerzos de conservación, incluyendo programas de reproducción de especies en peligro de extinción como el oso Helarctos malayanus y el tigre de Sumatra, así como la difusión de mensajes de conservación y sostenibilidad para la comunidad en general.